# Хунменський бенкет
Хунменський бенкет (спрощ.: 鸿门宴; кит. трад.: 鴻門宴;  піньїнь: Hóngményàn) – історична подія, що відбулася у 206 році до н.е. біля Хунменських воріт за межами міста Сяньян, столиці династії Цінь. У сучасному Китаї приблизне положення цього місця – село Хунменьбао містечка Сіньфен району Ліньтун міста Сіань провінції Шеньсі. Головними учасниками бенкету були Лю Бан та Сян Юй, два видатних очільники повстанських сил, які боролися проти династії Цінь у 209-206 роках до н.е. 
Хунменський бенкет часто згадується в китайській історії, художній літературі та популярній культурі. Ця подія стала одним із ключових моментів боротьби за владу між Лю Баном і Сян Юєм та призвела до початку жорстокої громадянської війни між династіями Чу і Хань за панування над Китаєм. Війна завершилася самогубством Сян Юя в битві при Ґайся і сходженням Лю Бана на престол імператора новоствореної династії Хань. 

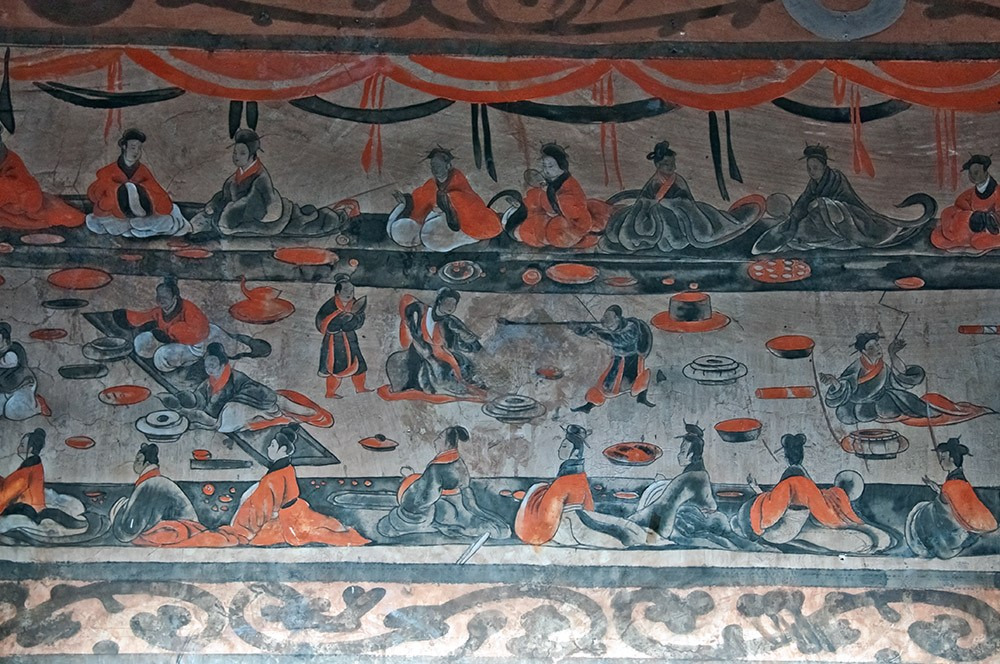
Mural Painting of a Banquet Scene from the Han Dynasty Tomb of Ta-hu-t'ing

## Історична ситуація
Між 209 і 206 рр. до н. е. по всьому Китаю спалахували повстання з метою повалення династії Цінь. Деякі з повстанських сил стверджували, що відновлюють колишні шість держав, анексовані царством Цінь в результаті серії воєн 230-221 рр. до н.е. Лю Бан і Сян Юй були двома видатними лідерами, які вийшли з числа повстанців. У 208 р. до н.е. Сян Юй та його дядько Сян Лян призначили короля Хуая II правителем держави Чу, хоча фактично при владі були вони самі. Наприкінці 208 р. до н.е. Сян Лян загинув у битві при Дінтао, тож армія Чу перейшла під контроль короля Хуая II. Король Хуай II призначив Сян Юя та Лю Бана очільниками двох окремих військ для нападу на центральну територію Цінь – Гуаньчжун, і пообіцяв, що той, хто першим увійде в цей регіон, отримає титул «короля Гуаньчжуна».
Наприкінці 207 року до н.е. повстанська армія Лю Бана підкорила перевал У і взяла під контроль Гуаньчжун та Сяньян, столицю царства Цінь. Останній імператор Цінь Цзиїн здався Лю Бану, це ознаменувало кінець династії Цінь. Окупувавши Сяньян, Лю Бан заборонив грабувати місто і завдавати шкоди цивільному населенню. Лю Бан також відправив війська до гарнізону на перевалі Ханьґу, щоб заблокувати Сян Юю вхід до Гуаньчжуна. Приблизно в цей час армія Сян Юя розгромила армію Цінь на чолі з Чжан Ханем у битві при Цзюйлу. Прибувши до перевалу Ханьґу, Сян Юй дізнався про захопленням Гуаньчжуна Лю Баном, тому атакував і захопив перевал, просуваючись далі на захід від Сішуй (戲水). Лю Бан зі своєю армією тоді базувався в Башані (霸上). Сили Сян Юя і Лю Бана оцінювалися в 400 000 і 100 000 осіб відповідно.

## Вступ
Цао Ушан (曹無傷), перебіжчик з боку Лю Бана, таємно відправив гінця до табору Сян Юя з повідомленням про план Лю Бана: Лю Бан хотів оголосити себе «королем Гуаньчжуна». Почувши це, Сян Юй розлютився і вирішив напасти на Лю Бана. Радник Сян Юя Фань Цзен відчував, що Лю Бан становить велику загрозу, тож закликав Сян Юя до якнайшвидшої ліквідації Лю Бана.
Один з дядьків Сян Юя, Сян Бо, був у тісній дружбі з радником Лю Бана Чжан Ляном. Сян Бо прокрався до табору Лю Бана, щоб попередити Чжан Ляна про небезпеку, і порадив Чжану тікати. Чжан Лян передав цю інформацію Лю Бану, а також запропонував звернутися за допомогою до Сян Бо. Лю Бан зустрівся зі Сян Бо, прийняв його як почесного гостя, удаючи, що хоче влаштувати шлюб між своїм сином і дочкою Сян Бо. Заодно він попросив Сян Бо звернутися до Сян Юя з проханням від його імені. Сян Бо, повернувшись до табору Сян Юя, запевнив племінника, що Лю Бан не мав поганих намірів, і переказав повідомлення Лю Бана про те, що той готовий підкоритися Сян Юю.

## Бенкет
Наступного дня Лю Бан привів із собою близько 100 воїнів, щоб зустрітися з Сяном Юєм біля воріт Хун, де Сян Юй влаштував бенкет. Лю Бан пояснив, що йому випадково вдалося увійти до Гуаньчжуна першим, він також вибачився перед Сяном Юєм за те, що позбавив його слави, вихваляючи доблесть Сян Юя в бою. Лю Бан пояснив, що непорозуміння виникло через підлі слова когось, хто намагався посіяти розбрат між ним і Сян Юєм. Сян Юй вказав на те, що саме Цао Ушан розповів йому про наміри Лю Бана. Після Сян Юй запросив Лю Бана взяти участь у бенкеті.
Головні учасники бенкету були розсаджені таким чином: Сян Юй і Сян Бо сиділи обличчям на схід, Фань Цзен – на південь, Лю Бан – на північ, Чжан Лян – на захід. За звичаєм Цінь, місце, повернене на схід, було найбільш поважним, зазвичай воно віддавалося гостям (в даному випадку це мало б бути місце Лю Бана); місце, повернене на південь, віддавалося імператору, в той час як його слуги-міністри мали б сидіти обличчями на північ. Отже, розташування місць вказувало на те, що Сян Юй ставився до Лю Бана лише як до одного зі своїх підлеглих, а Лю Бан, зайнявши таке місце, приймав цю роль підлеглого.
Під час бенкету Фань Цзен постійно натякав Сян Юю, що потрібно убити Лю Бана, але Сян Юй ігнорував ці сигнали. Тоді Фань Цзен покликав Сян Чжуана, двоюрідного брата Сян Юя, і наказав вдавати, ніби він виконує танець з мечем, щоб розважити гостей, а заодно знайти можливість убити Лю Бана. Сян Чжуан почав танцювати, проте до нього долучився Сян Бо, щоразу блокуючи собою Сян Чжуана, коли той замахувався мечем на Лю Бана.
Тим часом Чжан Лян покинув бенкет, щоб викликати генерала Лю Бана Фань Куая. Він дав кілька інструкцій Фань Куаю і повернувся на своє місце. Згодом Фань Куай в обладунках увірвався до бенкетної зали, незважаючи на те, що його не запрошували. Сян Юй був вражений такими діями. Він наказав своїм людям дати Фань Куаю келих вина, який той випив. Потім Сян Юй запропонував Фань Куаю шматок м'яса (свинячу лопатку). Фан Куай поклав м'ясо на свій щит, мечем порізав на шматки і з'їв. Врешті Фань Куай виголосив довгу промову про досягнення Лю Бана, заявивши Сян Юю, що вбити Лю Бана було б несправедливо. Сян Юй проігнорував цей виступ, натомість запросивши Фань Куая долучитися до бенкету.

## Втеча Лю Бана
По суті, Фань Куай нагадав Лю Бану, що їхні життя були в руках Сян Юя, а, отже, їм потрібно було тікати, як тільки з'явиться така можливість. Фань Куай також підібрав коня для Лю Бана. Лю Бану вдалося втекти; разом з ним врятувалися Фань Куай, Сяхоу Ін, Цзінь Цзян і Цзі Сінь, які супроводжували Лю Бана пішки.
Перед втечею Лю Бан передав Чжан Ляну кілька дорогоцінних нефритових кубків, які слід було подарувати Сян Юю і Фань Цзену. Чжан Лян вибачився від імені Лю Бана, також пояснив, що Лю Бан випив занадто багато, тому повинен був покинути бенкет. Сян Юй прийняв вибачення, проте Фань Цзен розлютився і розсік свій нефритовий кубок мечем, попереджаючи, що рано чи пізно Лю Бан забере у Сян Юя всю імперію.
Повернувшись до свого табору, Лю Бан стратив Цао Ушана.

## Наслідки
Пророцтво Фань Цзена збулося у 202 році до н.е., коли Сян Юй програв Лю Бану в боротьбі за владу під час чу-ханської війни у 206-202 роках до н.е. Сян Юй вчинив самогубство після поразки в битві при Ґайся, а Лю Бан заснував династію Хань і став її першим імператором.